# لامار نيلسون
لامار نيلسون (بالإنجليزية: Lamar Nelson)‏ (19 أغسطس 1991 - ) هو لاعب كرة قدم جامايكي في مركز الوسط. لعب مع نادي ووتر هاوس وأرنيت جاردنز.

## وصلات خارجية
- لامار نيلسون على موقع قاعدة بيانات كرة القدم.إي يو (الإنجليزية)
- لامار نيلسون على موقع ناشيونال فوتبول تيمز (الإنجليزية)
- لامار نيلسون على موقع Soccerway.com (الإنجليزية)